# 巴西漁龜
巴西漁龜（又稱：巴西蛇頸龜，學名：Hydromedusa maximiliani，當地人稱：Cágado da Serra）是一種屬於蛇頸龜科漁龜屬的淡水龜，主要生活在巴西東部及東南部。它是最小的一種巴西淡水龜，最大不過20（7.9英寸），偏好生活在沙、石底的湍急冷水溪流中。

## 分類法
1825年，Mikan第一次描述了這種龜，當時的學名是Emys maximiliani，隨後在1830年由Wagler分到漁龜屬之下。後來還有些下別的描述，不過都被歸為該物種的異名。這一物種下沒有可辨識的亞種。

## 描述
巴西漁龜是最小的一種巴西淡水龜，長度大約10—20（3.9—7.9英寸），重約120-520克。其成年個體的背殼是橢圓形的，顏色從深灰到褐色都有。其胸甲是黃色或者奶油色的。頭部大小適中，鼻子較小，喙微黃，虹膜是黑色的。頭部表面、頸部、四肢是橄欖綠色或灰色的。

## 分佈與習性
巴西漁龜主要分佈在巴西東部和東南部的巴伊亞、米納斯吉拉斯、聖埃斯皮里圖州、里約熱內盧和聖保羅。其分佈與大西洋山地雨林密切相關，一般只生活在海拔600（2,000英尺）以上。
這種龜生活在15—100（5.9—39.4英寸）深的沙、石底的湍急冷水溪流中。

## 保護
巴西漁龜是IUCN易危物種，在保護區之外的保護現狀不容樂觀。